# Noida
Noida, als Akronym abgeleitet von New Okhla Industrial Development Authority, (Hindi: नोएडा, Noeḍā) ist eine Industriestadt in Nordindien mit etwa 640.000 Einwohnern (Volkszählung 2011).
Noida liegt im äußersten Westen des Bundesstaates Uttar Pradesh an der Grenze zu Haryana und ist eine südöstliche Vorstadt von Delhi. Verwaltungsmäßig gehört die Stadt zum Distrikt Gautam Buddha Nagar. Das Stadtzentrum Delhis ist rund 25 Kilometer von Noida entfernt. Das Gebiet wurde 1976 durch den UP Industrial Area Development Act als moderne Industriestadt ausgewiesen. Die Gründung erfolgte schließlich am 19. April 1976 im Rahmen eines großangelegten Urbanisierungsprogramms während der Zeit des Ausnahmezustandes (1975 bis 1977). Sanjay Gandhi, der Sohn der damaligen Premierministerin Indira Gandhi, gilt als verantwortlich für die Gründung Noidas.

## Infrastruktur

### Verkehr
Seit 2009 verbindet die Metro Noida mit Delhi (Linie 3, Blue Line). Diese ist oft überfüllt, besonders zur Stoßzeit. Ansonsten ist Noida eher unzureichend mit Nahverkehrsmitteln versorgt. Linienbusverkehr ist nur rudimentär vorhanden. Als Konsequenz bewegen sich die meisten wohlhabenderen Inder sowie Ausländer in der Regel mit Pkw nach Noida. Dies führt schon heute zu einem Verkehrskollaps im Berufsverkehr. Der Flugbetrieb am neugebauten Flughafen Noida soll im April 2025 beginnen.

### Gated Housing
Ursprünglich war Noida als großes Gewerbegebiet am Rande von Delhi geplant. Der starke Bevölkerungszuwachs hat jedoch zu einer Durchmischung von Gewerbe und Wohnflächen geführt. Während die weniger Privilegierten (z. B. Handwerker, Köhler) oft in kombinierten Wohn- und Geschäftshäusern wohnen, hat sich speziell für die wohlhabenden Beschäftigten der Dienstleistungsbetriebe das Konzept des „gated housing“ etabliert. In geschlossenen und bewachten Arealen wohnen die Menschen in acht- bis zehnstöckigen Wohnkomplexen. Diese Bereiche verfügen über subzentrale Strukturen wie Supermärkte, Schwimmbäder, Sportplätze, Schulen etc. Die Errichtung dieser „gated housing“ Areale macht die enormen sozialen Differenzen in der indischen Gesellschaft deutlich.
Auf den unbebauten Freiflächen zwischen den geschlossenen Wohnarealen bilden sich wilde Siedlungen aus. Weitere urbane Substrukturen entstehen dort ohne Regulierung durch die Administration.

## Wirtschaft
In Noida befindet sich der Hauptsitz des global agierenden IT-Unternehmens HCL, außerdem ein CD- und DVD-Werk des Speichermedienherstellers Moser Baer India und eine Tochtergesellschaft als Entwicklungszentrum für den Grafiksoftware-Hersteller Adobe Inc.
Weiterhin haben sich einige große IT-Dienstleister (z. B. Accenture, Steria, Wipro) und Finanzdienstleister (z. B. MetLife) dort angesiedelt. Durch rasante Entwicklung der Dienstleistungsindustrie ist das Gebiet von Noida bereits nach Süden erweitert worden. Der südliche Teil wird als Greater Noida bezeichnet.
Ebenfalls im Süden des Gebiets von Greater Noida wurde der Buddh International Circuit gebaut, auf dem von 2011 bis 2013 das Formel-1-Rennen Großer Preis von Indien ausgetragen wurde.